# Jacques Villeneuve (1953)
Jacques-Joseph Villeneuve (Berthierville (Quebec), 4 november 1953) is een Canadees voormalig autocoureur. Hij is de broer van Gilles Villeneuve, die in 1982 op het circuit van Zolder om het leven kwam en oom van Jacques Villeneuve, de wereldkampioen Formule 1 van 1997.

## Carrière
Villeneuve werd twee keer kampioen in het Atlantic Championship, in 1980 en 1981, dat zijn broer Gilles voor hem ook had gewonnen in 1976 en 1977. In 1983 werd hij kampioen van de Canadian-American Challenge Cup.
Villeneuve reed de laatste twee wedstrijden van het Formule 1 kampioenschap van 1981 bij het Arrows team, maar kon zich niet voor de races kwalificeren. Hij probeerde het in 1983 nog een keer bij het RAM team, maar ook toen werd de kwalificatie tijdens de Grote Prijs van Canada niet gehaald.
Vanaf 1982 reed hij in de Champ Car. Hij racete tussen 1982 en 1992 met onderbrekingen in deze raceklasse en reed in totaal 36 races, waarvan hij er één won, op het circuit van Elkhart Lake in 1985.

## Trivia
- In 2008 raakte Villeneuve gewond tijdens het racen op een sneeuwscooter en werd naar het ziekenhuis afgevoerd met een beenbreuk en letsels aan het bekken en de wervelkolom.[1]